# 야마다촌 (효고현 무코군)
야마다촌(일본어: 山田村)은 일본 효고현 무코군에 있던 촌이다. 현재의 고베시 기타구 야마다정에 해당한다. 

## 역사
- 1889년 4월 1일 - 정촌제 시행에 수반해 야타베군 야마다촌이 성립하였다.
- 1896년 4월 1일 - 야타베군, 우하라군이 합병해 무코군이 성립하여 무코군 야마다촌이 되었다.
- 1947년 3월 1일 - 고베시 효고구에 편입해, 동일 아리노촌은 폐지되었다.
- 1973년 8월 1일 - 고베시 효고구를 분구해, 기타구가 되었다.

## 교통

### 철도
- 고베전기철도
  - 아리마선

## 참고문헌
- 福原潜次郎『山田村郷土史』山田郷土史編纂委員会〈復刻版〉、1976年。
- 橋本行史「地方創生視点から見る近代山田村形成史 : 『山田村郷土誌』を中心として」『政策創造研究』第15巻、関西大学政策創造学部、2021年3月、1-30頁、doi:10.32286/00022950、hdl:10112/00022950、ISSN 1882-7330、NAID 120007004597。